# مارسيو نوبري
مارسيو نوبري (6 نوفمبر 1980 في البرازيل – )؛ هو لاعب كرة قدم سابق كان يلعب كمهاجم.

## وصلات خارجية
- مارسيو نوبري على موقع اتحاد تركيا (لاعب) (الإنجليزية)
- مارسيو نوبري على موقع رابطة كرة القدم اليابانية للمحترفين (اليابانية)
- مارسيو نوبري على موقع قاعدة بيانات كرة القدم.إي يو (الإنجليزية)
- مارسيو نوبري على موقع Soccerway.com (الإنجليزية)
- مارسيو نوبري على موقع عالم كرة القدم.نت (الإنجليزية)